# Coomologia etal
Em matemática, a cohomologia etal de grupos de uma variedade algébrica ou esquema são análogos algébricos da usual cohomologia de grupos com finitos coeficientes de um espaço topológico, introduzido por Alexander Grothendieck de maneira a provar as conjecturas de Weil. A teoria da cohomologia etal pode ser usada para construir chomologia ℓ-ádica, a qual é um exemplo de uma teoria da cohomologia de Weil em geometria algébrica. Isto tem muitas aplicações, tais como a demonstração das conjecturas de Weil e a construção de conjecturas e construção de representações de grupos finitos do tipo Lie.